# Intersindical Nacional dos Traballadores Galegos
Intersindical Nacional dos Traballadores Galegos (INTG) va ser un sindicat nacionalista gallec que es va formar en 1981 després de la unió de la Intersindical Nacional Galega (ING) i la Central de Traballadores Galegos (CTG). El gener de 1982 va celebrar el primer Congrés, en el qual va sortir escollit secretari general Lois Ríos. En 1982 es va integrar en ella la Confederación Sindical Galega i en les eleccions sindicals de 1982 va aconseguir 1.649 delegats a Galícia (18,5%). En 1983 Xan Carballo va ser escollit nou secretari general.
Al maig de 1984 es va constituir un corrent intern, Corverxencia Sindical Nacionalista, un sector pròxim al Partit Socialista Gallec-Esquerda Galega, que majoritàriament provenia de la CTG i la CSG i que en 1985 es va escindir finalment per a constituir la Confederación Xeral de Traballadores Galegos (CXTG). En les eleccions sindicals de 1986 la INTG aconsegueix 1.067 delegats, quedant per sota de la CXTG. Al maig de 1987 celebra el seu III Congrés, que tria a Manuel Mera com a secretari general en un ambient de tensió que es va reflectir en les eleccions per al secretariat, centrades en les relacions amb la CXTG, a la qual van concórrer tres llistes: la llista pròxima al Bloc Nacionalista Gallec va aconseguir 6 membres, la pròxima a la Fronte Popular Galega i la de Assembleia do Povo Unido 1. En 1990 forma amb la CXTG la Converxencia Intersindical Galega per a concórrer en coalició a les eleccions sindicals. Aquesta coalició, a l'unir-se definitivament en 1994, es va transformar en la Confederació Intersindical Gallega (CIG).